# L'Homme au turban rouge
L'Homme au turban rouge, ou Portrait d'un homme au turban, est un tableau du peintre primitif flamand Jan van Eyck, réalisé en 1433.
Il est conservé et exposé à la National Gallery de Londres sous le titre Portrait of a Man (Self Portrait?). Il est considéré par certains comme le premier autoportrait indépendant.

## Description

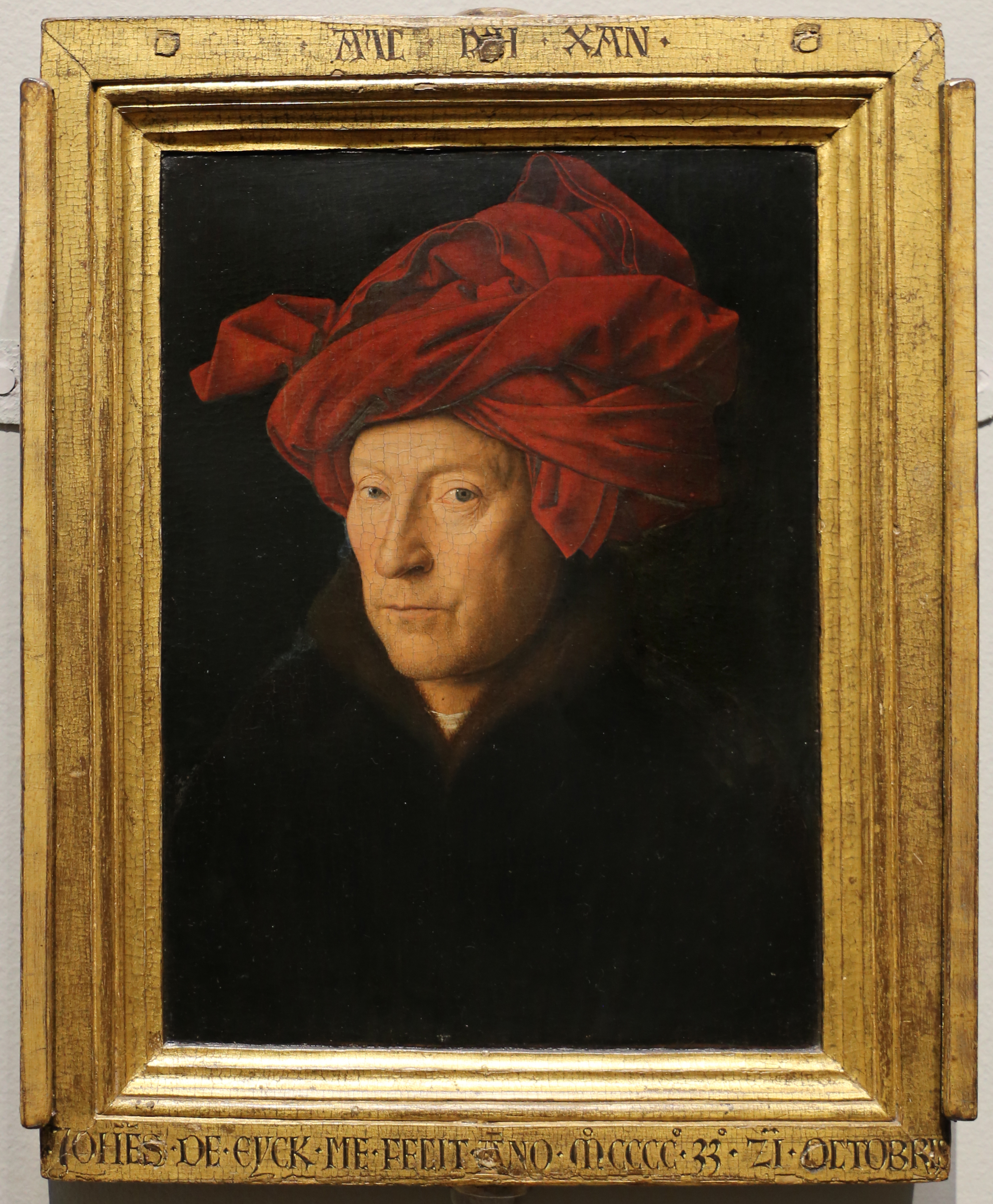
L'œuvre avec son cadre.

Le cadre d'origine a été conservé (les montants verticaux ne forment en réalité qu'une seule pièce de bois avec le panneau central), et comporte l'inscription en pseudo-grec JOHES DE EYCK ME FECIT ANO MCCCC.33. 21. OCTOBRIS (soit « Jan Van Eyck m'a fait le 21 octobre 1433 ») sur sa partie inférieure et sa devise AlC IXH XAN (litt. « Comme je peux »), qui apparaît sur d'autres cadres de tableaux peints par van Eyck, toujours écrit en lettres grecques, avec un jeu de mots sur son nom. Comme sur d'autres cadres de van Eyck, les lettres sont peintes de telle sorte qu'elles semblent avoir été sculptées.

## Analyse
Comme tous les portraits de van Eyck, cet Homme au turban rouge a fait l'objet d'une analyse pointue et détaillée des traits physiques. Le sujet est cependant impassible et ne laisse transparaître aucune pensée ni humeur. Ce tableau est souvent considéré comme étant un autoportrait de van Eyck lui-même, bien qu'il n'y ait pas de preuve directe qui puisse le confirmer. Le costume porté par cet homme est conforme au statut social de van Eyck. À partir de 1430, ce dernier s’établit à Bruges et il est nommé peintre de cour. Peintre illustre en son temps, il a droit par exemple, pour sa maison, à la livrée ducale et peut défiler, lors des cérémonies, derrière les hauts dignitaires. Par ailleurs, sa devise personnelle n'apparaît que sur deux des tableaux religieux du maître, et sur le portrait de sa femme.
Certains historiens de l'art considèrent que ce tableau constitue probablement le premier autoportrait indépendant — c'est-à-dire qui ne soit pas in assistenza (une incrustation de l'artiste dans un tableau d'histoire), un type de tableau déjà habituel depuis le Moyen-Âge.
L'homme ne porte en réalité pas un turban, mais un chaperon, dont les extrémités, habituellement laissées pendantes, sont ici attachées entre elles au sommet du crâne, ce qui serait une précaution nécessaire s'il était porté par un peintre. Un personnage situé à l'arrière-plan de La Vierge du chancelier Rolin porte un chaperon similaire, et il a également été suggéré qu'il s'agissait d'un autoportrait de l'artiste.

## Provenance
Il est exposé à la National Gallery de Londres depuis 1851, présent en Angleterre depuis son acquisition par Thomas Howard, 21e comte d'Arundel, probablement pendant son exil à Anvers entre 1642 et 1644.